# 察蓋里市鎮

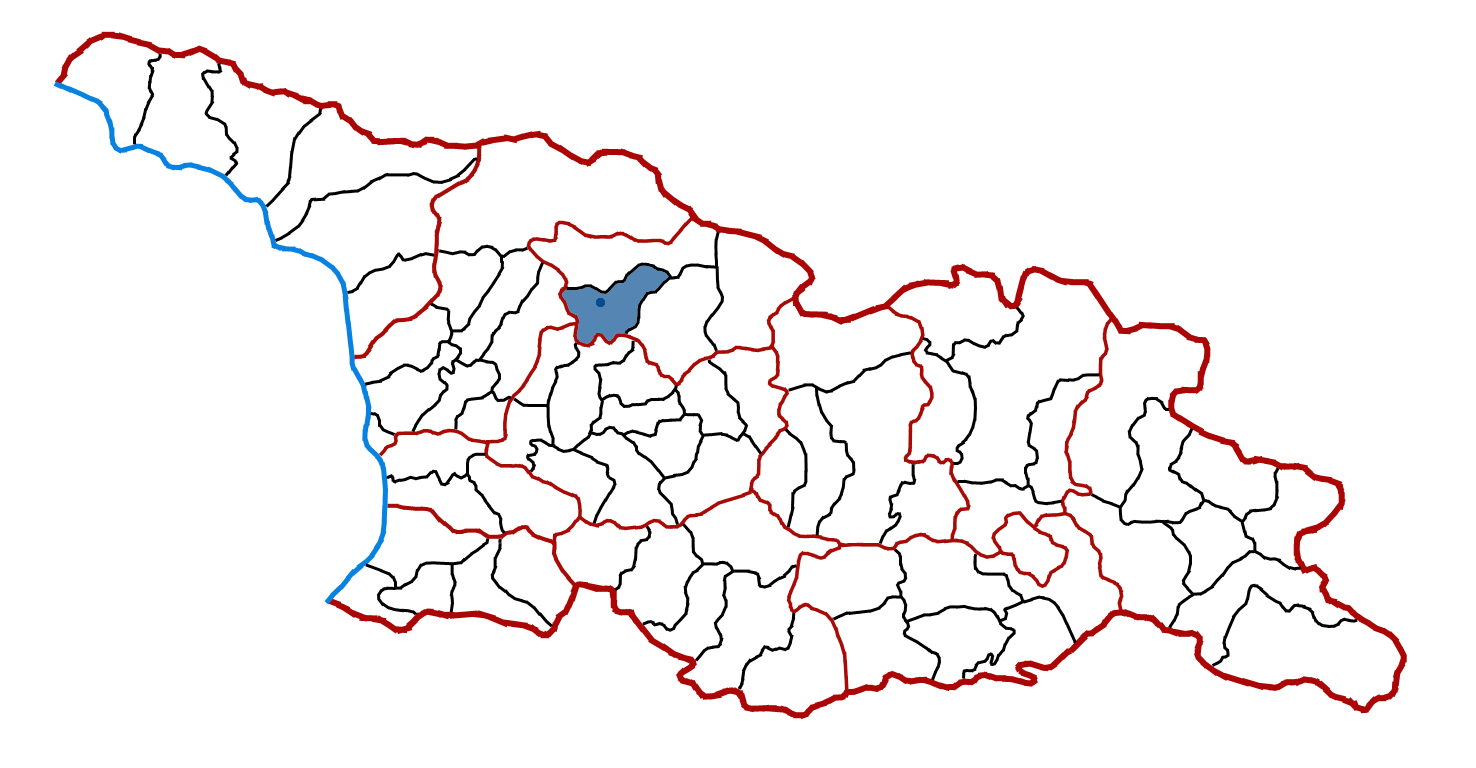

42°38′59″N 42°45′35″E / 42.6497°N 42.7597°E
察蓋里市鎮，是格魯吉亚北部拉恰-列其呼米和下斯瓦内蒂大区的市镇，行政中心为察蓋里。市镇面積为756平方公里，2014年人口数量为10,387人，人口密度每平方公里13,7人。